# Jean-Pierre Abel-Rémusat
Pour les articles homonymes, voir Rémusat.
Jean-Pierre Abel-Rémusat, né le 5 septembre 1788 à Paris où il est mort du choléra le 3 juin 1832, est un sinologue et bibliothécaire français.

## Biographie
Jean-Pierre Abel-Rémusat naît le 5 septembre 1788 à Paris. Devenu médecin, il étudie le chinois et publie un Essai sur la langue et la littérature chinoises en 1811. En 1814, il est nommé professeur au Collège de France, où il est titulaire de la chaire de langue et littérature chinoises et tartares-mandchoues. Il est élu membre de l'Académie des inscriptions et belles-lettres en 1815. En 1824, il est nommé conservateur des manuscrits orientaux de la Bibliothèque royale, dont il devient président du Conservatoire en 1832. Il est l'un des fondateurs en 1822 de la Société asiatique, dont il est le secrétaire jusqu'à sa mort. Il participe également aux cours de l'École des langues orientales, rattaché à la Bibliothèque nationale. Il décède lors de la deuxième pandémie de choléra le 3 juin 1832.
Jean-Pierre Abel-Rémusat épouse, le 22 février 1830 à Saint-Fargeau (Seine-Marne), Jenny (14 germinal an XI (4 avril 1803) - Moulignon † 12 octobre 1838 - Paris), fille de Jean Lecamus (1762-1846), baron de Moulignon, général d'Empire, union restée sans postérité. Sa veuve se remarie avec Philippe, Ier baron Hallez et de l'Empire (1778-1842), inspecteur général des subsistances, général de brigade de la Garde nationale de Paris, député du Bas-Rhin (1837-1844).

## Sinologue
Titulaire de la première chaire d’études chinoises en Occident au Collège de France en 1814, il est considéré comme le fondateur de la sinologie ou étude scientifique de la Chine.
Il défend l'idée que le chinois exprimait les relations grammaticales par la place des mots dans la phrase et évoque à ce propos une déclinaison chinoise. Dans sa correspondance avec Wilhelm von Humboldt, il explique que le chinois n'exprime que les relations absolument nécessaires pour la compréhension, contrairement aux langues indo-européennes. Humboldt finit par se ranger à l'idée d'une formalité propre au chinois, alors qu'il part initialement du principe que c'est l'intellect du locuteur qui introduit les relations que la langue chinoise en elle-même n'exprime pas. On peut voir dans cet épisode au moins autant une page de l'histoire des relations entre la France et l'Allemagne qu'entre l'Occident et la Chine.

## Japonologue
Abel-Rémusat s'est intéressé également au Japon et à la langue japonaise. En 1820, il édite un ouvrage posthume du japonologue néerlandais Isaac Titsingh sur l'histoire du Japon, les Mémoires et Anecdotes sur la Dynastie régnante des Djogouns.

## Publications
- Essai sur la langue et la littérature chinoises, 1811.
- Dissertatio de glossosemeiotice sive de signis morborum quae e lingua sumuntur, praesertim apud sinenses. 1813, Thèse, Paris. (online)
- Description du royaume de Cambodge par un voyageur chinois qui a visité cette contrée à la fin du XIIIe siècle, précédée d'une notice chronologique sur ce même pays, extraite des annales de la Chine, Imprimerie de J. Smith, 1819
- Note sur quelques épithètes descriptives du Bouddha, Journal des savants, 1819, p. 625.
- Histoire de la ville de Khotan, tirée des annales de la Chine et traduite du chinois suivie de Recherches sur la substance minérale appelée par les Chinois pierre de Iu, et sur le jaspe des anciens, 1820, 239p, édition Impr. de Doublet
- Jean-Pierre Abel-Rémusat, Recherche sur les langues tartares, ou mémoires sur différens points de la grammaire et de la littérature des mandchous, des mongols, des ouigours et des tibetains, Paris, Imprimerie royale, 1820 (BNF 31194940, lire en ligne)
- Sur la succession des 33 premiers patriarches de la religion de Bouddha, Journal des savants, 1821, p. 4.
- Les Éléments de la grammaire chinoise, 1822
- Mémoire sur la vie et les opinions de Lao-Tseu, philosophe Chinois du VIe siècle avant notre ère, in Mémoires de l’Académie Royale des Inscriptions et Belles-Lettres, vol.VII, 1824
- Aperçu d'un Mémoire sur l'origine de la Hiérarchie Lamaique. Journal asiatique, vol. IV, 1824, p. 257.
- Mélanges Asiatiques, ou Choix de morceaux de critique, et de mémoires relatifs aux religions, aux. sciences, à l'histoire, et à la géographie des nations orientales, vol. I. et II, Paris, 1825.
- Iu-Kiao-Li (Les Deux Cousines), Paris, Moutardier, 1826. En ligne (Les Classiques des sciences sociales)
- Nouveaux Mélanges Asiatiques, on Recueil de morceaux, &c., vol. I. et II, 1829. Éditions en ligne, Les Classiques des sciences sociales : vol. I [PDF] vol. II [PDF]
- Observations sur trois Mémoires de De Guignes, insérés dans le tome XI de la collection de l'Académie des inscriptions et belles-lettres, et relatifs à la religion samanéenne. Nouveau journal asiatique, 2e série, vol. VII, 1831, p. 265, 269, 301.
- Observations sur Histoire des Mongols orientaux, de Ssanang-Ssetsen, Paris, 1832.
- Foé Koué Ki, ou Relations des royaumes bouddhiques : voyage dans la Tartarie, dans l'Afghanistan et dans l'Inde, exécuté, à la fin du IVe siècle, par Chy Fa Hian, traduit du chinois et commenté par Abel Rémusat. Ouvrage Posthume. Revu, complété et augmenté d'éclaircissements nouveaux par MM. Klaproth et de Landresse, Imprimerie Royale, Paris, 1836. (佛國記).
- Mémoires sur un voyage dans l'Asie Centrale, dans le pays des Afghans, et des Beloutches, et dans l'Inde, exécuté à la fin du IVe Síècle de notre ère par plusieurs Samanéens de Chine, Mémoires de l'Institut royal de France, Académie des inscriptions, 1838, p. 343.
- Mélanges posthumes d'histoire et de littérature orientales, Paris, 1843.

Correspondance avec Wilhelm von Humboldt
- Lettres édifiantes et curieuses sur la langue chinoise (1821-1831). Nouvelle édition par Jean Rousseau et Denis Thouard, Septentrion, 1999.

Édition d'Isaac Titsingh
- Mémoires et Anecdotes sur la Dynastie régnante des Djogouns, Souverains du Japon, avec la description des fêtes et cérémonies observées aux différentes époques de l'année à la Cour de ces Princes, et un appendice contenant des détails sur la poésie des Japonais, leur manière de diviser l'année, etc. ; Ouvrage orné de Planches gravées et coloriées, tiré des Originaux Japonais par M. Isaac Titsingh; publié avec des Notes et Eclaircissemens Par M. Abel Rémusat, Nepveu, Paris, 1820.

Manuscrits
- Table alphabétique de l'encyclopédie japonaise « En ligne »(Archive.org • Wikiwix • Archive.is • Google • Que faire ?), Gallica
- Table alphabétique du Thsing-wen-kien En ligne, Gallica